# Азат (Гегаркунік)
Азат (вірм. Ազատ; до 1935 - Агкілса (азерб. Ağkilsə - Біла церква) ) — село в марзі Гегаркунік, на сході Вірменії. Село розташоване на схід від міста Варденіс та на південь від села Сотк, що розташоване на трасі Варденіс — Мартакерт.